# Красівський Зеновій Михайлович
Зено́вій Миха́йлович Красі́вський (12 листопада 1929, Витвиця, Долинський повіт, Станиславівське воєводство — 20 вересня 1991, Моршин) — український поет, літератор, член Українського національного фронту (УНФ) та Української Гельсінської групи (УГГ), останній Крайовий провідник ОУНР у підрадянській Україні, жертва радянської каральної психіатрії. Почесний громадянин Долини.

## Життєпис
Зеновій Красівський народився 12 листопада 1929 року в селі Витвиця, тепер Калуського району Івано-Франківської області.

### Початок боротьби і перше ув'язнення (1949—1953)
Його націоналістичний світогляд формувався в атмосфері визвольної боротьби ОУН і УПА в Галичині. У 1948 році всю його родину було вивезено в Казахстан, однак Зеновію вдалося втекти. До першого арешту 1949 року перебував на нелегальному становищі в Карпатах (був важко поранений) та у Львові. Під час слідства витримав 21 день безперервних допитів. Засуджений ОСО НКВС до 5 років ув'язнення та довічного заслання. Покарання відбував у Архангельській області на лісоповалі. 1953 року був звільнений та відправлений до Караганди (там перебувала його родина). Працював шахтарем. У 1957 році був тяжко травмований і визнаний інвалідом II-ї групи.
1959 року вдруге заарештований за «розпалювання націоналістичних настроїв серед українців», але й тут Красівському вдалося втекти.
Зеновій Михайлович з великими труднощами повертається на рідну Україну та вступає на філологічний факультет Львівського університету, водночас працюючи у бібліографічному відділі наукової бібліотеки.

### Створення Українського національного фронту (жовтень 1964)
У кінці серпня 1963 року вчитель історії Д. Квецко та історик Б. Равнюк запропонували Красівському взяти участь у створенні нелегальної організації Український національний фронт. Зеновій Михайлович підготував документ програмного характеру «Тактика Українського національного фронту». Програма УНФ передбачала мирні методи боротьби за незалежність України, застосування сили не виключалося тільки за особливих обставин. Вирішено було також видавати теоретичний журнал «Воля і Батьківщина». Перший номер журналу з'явився в жовтні 1964 і саме цю дату можна вважати початком діяльності УНФ. Перші три номери були надруковані на горищі власного дому письменника. УНФ складався з чотирьох низових організацій (дві — у Львові, дві — в Івано-Франківську) і окремих членів у різних регіонах УРСР (Рівне, Донецьк, Кіровоград та ін.). Красівський здійснював координацію роботи Львівських груп. Усього в УНФ налічувалось понад 150 осіб, які, завдяки конспірації, часто не знали один одного. В цей час Красівський написав роман «Байда», збірки віршів «Месник», «На сполох», «Литаври».
Гучний резонанс викликав розісланий у березні 1966 року партійним і урядовим чиновникам СРСР і УРСР, а також у центральні газети «Меморандум Українського національного фронту XXIII з'їзду КПРС». У ньому відзначалося, що компартія засудила тільки методи сталінської національної політики, а не її сутність. Тому автори Меморандуму пропонували з'їзду радикально переосмислити національні проблеми в СРСР, задовольнити вимоги українського народу і повернути йому узурповані права, зокрема, дати можливість насильно переселеним повернутися на батьківщину, припинити гоніння української інтелігенції, арешти й переслідування, ввести українську мову в усіх культурних і громадських, адміністративних і господарських організаціях й ін.
Після цього КДБ розпочав пошуки УНФ. У квітні 1966 року з'явилася «Заява УНФ» із протестом проти арештів, наліплювання ярликів «буржуазного націоналізму» та звинувачень у тому, що національний рух — це справа рук іноземної розвідки. Як сказано в «Заяві»: «Рух розпочав сам народ і мінімальні його вимоги викладені в „Меморандумі“».
Наступний лист, підготовлений Д. Квецьком і Красівським, під назвою «Вищим урядовим чинам в Україні» був надісланий Першому секретареві ЦК КПУ Петрові Шелесту, Голові Ради Міністрів УРСР Володимирові Щербицькому і Голові Президії Верховної Ради УРСР Дем'янові Коротченку. У ньому висловлювався протест проти насильницької русифікації і пропонувалося керівництву України не лише проголошувати суверенітет, але й відстоювати його, вимагати від Москви припинити русифікацію, припинити переслідування українців за їхній патріотизм. Закінчувався лист словами: «Ваша бездіяльність буде розцінюватися як зрада інтересів українського народу».

### Другий арешт та ув'язнення (1967—1971)
У березні 1967 року були заарештовані керівні члени УНФ, серед них — 24 березня 1967 року і сам Красівський. Розслідування вели Івано-Франківське та Львівське управління КДБ. Завдяки конспіративній організованості УНФ, усіх львів'ян, які твердо дотримувалися того, що ніякої організації не було, судили поодинці, а самого Красівського, як засновника УНФ, приєднали до групової справи.
Основну групу судив на виїзному засіданні Верховний Суд УРСР за звинуваченням у зраді батьківщини (ст. 64 і ст. 56 ч. 1 КК УРСР). Зеновія Красівського засудили до 12-ти років позбавлення волі (5 років тюрми, 7 років таборів суворого режиму) і 5-ти років заслання.
Відбуваючи покарання у Владимирському централі (1968—1971), Красівський написав збірку віршів «Невольницькі плачі», вперше опубліковану в Лондоні 1984 року, і поему «Тріумф сатани».

### Новакримінальна справаі психлікарня (1972—1978)
У 1972 року у Владимирі фабрикується нова справа за ст. 70 ч. 2 КК РРФСР («антирадянська агітація і пропаганда»). За вироком суду Зеновія Михайловича спрямовують до психіатричної лікарні у Смоленську, а потім — до Львова і в Бережани Тернопільської обл., де перебував до липня 1978 року.
26 травня 1979 року зареєстрували шлюб з Оленою Антонів, яка також оформила над ним опікунство, бо офіційна медицина визнала його «параноїдальним шизофреніком». Після цього виїхали на 20 діб до міста Паланґа.
У жовтні 1979 року Зеновій Красівський став членом Української Гельсінкської групи (УГГ).

### «Досидка» після психлікарні (1980—1985)
12 березня 1980 року Зеновія Михайловича знову заарештували і він був відправлений «досиджувати» термін покарання за вироком 1968 — 8 місяців і 7 днів таборів та 5 років заслання. Покарання відбував у колонії суворого режиму ВС-389/36 у селі Кучино Чусовського р-ну Пермської області. У листопаді 1980 року етапований на заслання в селище Луговоє Тюменської області.
Усього З. М. Красівський провів у неволі 26 років.

### Повернення в Україну (1985)
У 1985 році Красівський повертається в Україну, а 1987 року стає секретарем Української Гельсінської спілки.
Дружина Олена загинула під колесами вантажівки у Львові в 1986-му.
Зосередився на громадській роботі. Опікувався відновленням Української греко-католицької церкви, допомагав зводити жіночий монастир у Горшеві на Івано-Франківщині.
У квітні 1990 року виступає ініціатором створення політичного об'єднання «Державна самостійність України» (ДСУ), яке спиралося на ідеологію націоналізму «з-під стягу Степана Бандери».
Він — засновник політичного журналу «Українські проблеми», який видавався в Стрию Львівської області.
Під час одного з виступів у січні 1991-го зазначив: «Наш ворог — то є ворог історичний: Росія. Вона все в нас забрала. І якщо ми цього не усвідомимо, не організуємося і не дамо відсіч, чуда не буде… Мусимо усвідомити, що наш порятунок — у нашій любові до нашого народу, мови, звичаїв».
Помер 20 вересня 1991 року в Моршині Стрийського району Львівської області у віці 61 рік внаслідок інсульту..

## Вшанування пам'яті
Уже після його смерті стало відомо, що в останні роки Зеновій Михайлович очолював Крайовий Провід Організації Українських Націоналістів (бандерівців).
А вже 1995 року вийшла книга листування Красівського з американкою Айріс Акагоші, членом «Міжнародної Амністії», яка багато років писала листи письменнику.
У Витвиці створений музей на честь Зеновія Михайловича і споруджений пам'ятник йому. А 1996 року ДСУ видала окремою книжкою збірку письменика «Невольничі плачі».

## Державні нагороди
- Орден «За мужність» I ст. (8 листопада 2006)[4] — за громадянську мужність, самовідданість у боротьбі за утвердження ідеалів свободи і демократії та з нагоди 30-ї річниці створення Української громадської групи сприяння виконанню Гельсінкських угод (посмертно).